# César Pérez Sentenat
César Pérez Sentenat (* 18. November 1896 in Havanna; † 4. Mai 1973 ebenda) war ein kubanischer Pianist und Komponist.

## Leben
Nach einer Ausbildung in Musiktheorie und als Pianist in seiner Heimat studierte Sentenat von 1913 bis 1922 an der Schola Cantorum in Paris. Nach seiner Rückkehr nach Havanna wurde er Professor für Klavier und Harmonielehre am Nationalkonservatorium. Gemeinsam mit Gonzalo Roig und Ernesto Lecuona gründete er das Sinfonieorchester von Havanna. Ab 1925 unterrichtete er am Städtischen Konservatorium von Havanna, das er ab 1931 leitete. Von 1949 bis 1952 war er Generalinspektor für Musik des Erziehungsministeriums. 1961 wurde er Direktor des Conservatorio Guillermo Tomás in Guanabacoa.
Bekannt wurden von Sentenat Klavierkompositionen (Suite cubana en sol menor, Preludios en todos los tonos, Cuatro estampas para un pionero) sowie Lieder (Martianas, Tres canciones campesinas, Triptico de villancicos cubanos).